# ورزشگاه شهر قبله
ورزشگاه شهر قبله (به ترکی آذربایجانی: Qəbələ şəhər stadionu) یک ورزشگاه فوتبال در شهر قبله کشور جمهوری آذربایجان و متعلق به باشگاه فوتبال قبله که در سال ۱۹۸۵ میلادی با گنجایش ۴٬۰۰۰ نفری تأسیس شده‌است. در حال حاضر بازی‌های خانگی تیم فوتبال باشگاه فوتبال قبله در این ورزشگاه برگزار می‌شود.
از سال ۲۰۱۲ بازسازی و افزایش ظرفیت تماشاگران به ۱۵٬۰۰۰ در حال انجام است.